# Phanoxyla pallicosta
Phanoxyla pallicosta är en fjärilsart som beskrevs av Clayton Dissinger Mell 1922. Phanoxyla pallicosta ingår i släktet Phanoxyla och familjen svärmare. Inga underarter finns listade i Catalogue of Life.